# Betty Ann Bjerkreim Nilsenová
Betty Ann Bjerkreim Nilsenová (* 7. září 1986, Stavanger) je norská reprezentantka v orientačním běhu, jež v současnosti žije v Lillehammeru. Jejím největším úspěchem je zlatá medaile ze štafetového závodu na Mistrovství světa v orientačním běhu z roku 2009. V současnosti běhá za norský klub Baekkelaget SK.